# Luizenmoeder
Luizenmoeder is een Nederlandse komediefilm uit 2021 geschreven en geregisseerd door Ilse Warringa en Jan Albert de Weerd met scenario-advies van Eva Aben. De film is een vervolg op de televisieserie De Luizenmoeder uit 2018-2019.

## Verhaal
Nadat directeur Anton overlijdt proberen juf Ank en haar collega's de school draaiende te houden en na de coronapandemie weer op de rails te krijgen. Omdat juf Ank het management van hun scholengemeenschap niet in wil schakelen neemt zij de taken van directeur op haar. Zoals gewoonlijk gaat dat niet zonder slag of stoot en mede door de coronacrisis zijn de ouders nog veeleisender dan voorheen.
Nadat het uit de hand loopt en juf Ank het niet meer bij kan benen, wordt er door het schoolmanagement een nieuwe directeur aangewezen. De nieuwe directeur is echter niet van de oude stempel en gooit de boel flink om, zo wordt een eerstejaars pabostudent als nieuwe leerkracht aangenomen en wordt de school volledig gedigitaliseerd. Al is het de vraag of deze directeur dit doet omdat hij het beste met de leerlingen voor heeft of het doet voor eigen gewin.

## Rolverdeling
| acteur            | personage   |
| ----------------- | ----------- |
| Ilse Warringa     | Ank         |
| Jennifer Hoffman  | Hannah      |
| Leny Breederveld  | Helma       |
| Bianca Krijgsman  | Nancy       |
| Rian Gerritsen    | Kim         |
| Meral Polat       | Mel         |
| Arnoud Bos        | Karel       |
| Dunya Khayame     | Esma        |
| Walid Benmbarek   | Amir        |
| Maaike Martens    | Ursula      |
| Rop Verheijen     | Walter      |
| André Dongelmans  | Kenneth     |
| Dragan Bakema     | Thomas      |
| Wing Poon         | Zhang       |
| Dinand Warringa   | bestuurslid |
| Beppie Melissen   | Janny       |
| Mirjam Stolwijk   | Sarina      |
| Aiko Beemsterboer | Lieke       |
| Korneel Evers     | Jordy       |
| Rutger de Bekker  | pianist     |

Naast de bovengenoemde acteurs vertolkte een grote groep kinderen de scholieren van de basisschool, de meeste als figuranten. Sommige waren eerder al in de televisieserie te zien.

## Achtergrond
In februari 2020 werd door actrice Meral Polat bekendgemaakt dat de televisieserie een vervolg zou krijgen in de vorm van een film. Luizenmoeder ging op 28 juli 2021 in première.

### Ontvangst
De film werd bij de recensenten over het algemeen negatief ontvangen, mede omdat ze de film tekort vonden doen aan de televisieserie. Desondanks was de film in de bioscoop een groot succes. Binnen een week, op 4 augustus 2021, werd de film bekroond met de Gouden Film voor het behalen van 100.000 bezoekers. Een maand later, op 9 september 2021, werd de film bekroond met de Platina Film voor het behalen van 400.000 bezoekers.